# Perla Martinelli
Pour les articles homonymes, voir Martinelli.
Perla Marcella Martinelli (née le 30 juin 1938) est une espérantiste italienne et suisse.

## Biographie

### Vie privée
Perla Martinelli nait le 30 juin 1938 à Côme, de Marcello Martinelli et Elisabetta Uslenghi Martinelli. Elle étudie les langues modernes par correspondance, ainsi que le design et le graphisme. En 1974, elle obtient un diplôme d’institutrice à Côme, puis un doctorat en langues modernes et littérature à l’Université de Genève en 2004.
À l’âge de 19 ans, Perla Martinelli se marie avec son premier professeur d’espéranto Aldo de’ Giorgi, avec qui elle aura une fille, Christine de’ Giorgi. Elle divorce en 1973, alors que le divorce n’est permis en Italie que depuis 1970. En 1979, elle épouse Giorgio Silfer. Elle habite la plupart de sa vie en Espagne et en Suisse et passe beaucoup de temps à voyager.
Perla Martinelli travaille comme correspondante pour les marchés étrangers et comme assistante de vente en chef dans une entreprise de textile italienne. À partir de 1976, elle habite en Finlande, où elle enseigne les langues (dont l’espéranto) au lycée et dans des cours du soir. Elle travaille comme correspondante à l’étranger pour des journaux suisses et italiens. En 1978, elle emménage en Suisse. Elle parle plusieurs langues : le français, l’anglais, l’allemand, l’espagnol, l’italien, l’espéranto de façon active, et avec un moins bon niveau le finnois, l’ido et l’interlingua.

### Activités d’espérantiste
En 1952, Perla Martinelli apprend l’espéranto et s’implique localement. En 1972, elle rejoint le salon littéraire La Patrolo (eo). Elle obtient un diplôme d’enseignante de l’espéranto à l’institut italien d’espéranto en 1973 et à l’institut français d’espéranto en 1984. En 2007, elle reçoit un diplôme attestant son niveau C2 en espéranto, selon le Cadre européen commun de référence pour les langues. Elle enseigne à différents niveaux et dans de nombreux pays : Finlande, Suisse, France, Allemagne, Italie et Espagne. Elle donne des conférences et des interviews en et à propos de l’espéranto dans de nombreux pays, en et hors Europe.
Perla Martinelli est membre de la société suisse d’espéranto, dont elle est la présidente de 1994 à 1997. En 1975, elle devient membre du Kultura Centro Esperantista (eo). Elle en occupe les postes de secrétaire entre 1978 et 1982, puis de présidente entre 2008 et 2011. En 1980, elle cofonde la Kooperativo de Literatura Foiro (eo), dont elle est plusieurs fois membre du comité de gestion, ainsi que présidente entre 2012 et 2018. Avec Giorgio Silfer et István Nemere, elle cofonde en 1991 l’Esperanta PEN-Centro, dont elle occupe la présidence entre 1989 et 2013. Entre 1989 et 2013, elle est membre de l’Académie d'espéranto, dont elle est la secrétaire générale entre 1995 et 1998. Jusqu’en 2018, elle est la seule femme à avoir siégé au conseil d’administration de l’Académie. En 2001, elle est élue membre du sénat de l’Esperanta Civito (eo), jusqu’en 2006. En 2006, elle en rejoint le comité linguistique, puis l’année suivante le forum. Entre 2012 et 2017, elle en est la vice-consule chargée de l’éducation. Et depuis 2017, elle est vice-consule chargée de l’information.
Perla Martinelli a écrit et traduit des centaines d’articles en espéranto. En 1978, elle devient rédactrice et responsable graphique de Literatura Foiro, et rédactrice en chef entre 1980 et 1996. Entre 1997 et 1998, puis entre 2002 et 2004, elle est rédactrice en chef de Heroldo de Esperanto. Entre 2006 et 2015, elle est rédactrice en chef de Femina. Elle collabore aux revues Lombarda Esperantisto, Transalpa Esperantisto et Planlingvistiko. En 2005, elle écrit une monographie en italien d’Edmond Privat. Avec Gaston Waringhien, elle traduit, en 1993, les trois premiers jours du Décaméron. Elle participe à la rédaction des antologies La verda relo (1982) et Vizaĝoj (2010). En 1990, elle édite l’œuvre La dektri noktoj de Satano de Kálmán Kalocsay. En 2002, elle participe à la rédaction du Plena Ilustrita Vortaro de Esperanto, pour lequel elle s’occupe des belles-lettres.

## Œuvres
- Dekamerono: unuaj tri tagoj, de Bocacce (trad. avec Gaston Waringhien, 1995)
- Universala deklaracio pri la lingvaj rajtoj (trad. avec Giorgio Silfer, 2001)
- Edmond Privat: l'uomo e l'opera (2003)
- La ruza vidivino, de Carlo Goldoni (trad. 2007)